# Looking Back with Love
Looking Back with Love ist ein Soloalbum von Mike Love, einem der Gründungsmitglieder der US-Band The Beach Boys. Es erschien im Jahre 1981 bei der Plattenfirma Boardwalk.

## Entstehung
Bereits im Jahr 1977 begann Mike Love an einem Soloalbum zu arbeiten. Das Album First Love enthielt eine Reihe von selbst verfassten Songs. Es wurde allerdings von den Plattenfirmen wegen angeblich mangelnder Qualität abgelehnt. Ein Song aus dieser Zeit – Sumahama – erschien 1979 auf dem Album L.A. (Light Album) der Beach Boys.
1981 unternahm Love einen zweiten Versuch, ein eigenes Album zu veröffentlichen. Bandkollege Carl Wilson arbeitete gerade ebenfalls an seinem Soloalbum, Beach-Boys-Projekte waren zu jenem Zeitpunkt nicht geplant. Als Produzent wurde von Mike Love Curt Becher engagiert, der bereits 1979 die Beach-Boys-Single Here Comes the Night (USA #44) produziert hatte. Mike Love steuerte für sein Album nur einen einzigen Song als Co-Autor bei. Auf dem Album enthalten sind eine Reihe von Coverversionen, unter anderem der ABBA-Song On and on and On aus der Feder von Benny Andersson und Björn Ulvaeus sowie eine Neuaufnahme des Phil-Spector-Hits Be My Baby, der vom Bandkollegen Brian Wilson co-produziert wurde; Wilson singt auf diesem Song auch eine Chorstimme.
Mike Love nahm das Album in seinem Studio auf. Von den führenden Plattenfirmen zeigte niemand Interesse an diesem Werk. Nur das Boardwalk-Label war zu einer Veröffentlichung bereit. Das Album schaffte es nicht in die Charts.

## Songliste
1. Looking Back with Love (Jim Studer/C. Thomas/D. Parker) (Co-Produziert von Jim Studer)
2. On and on and On (Benny Andersson/Bjorn Ulvaeus)
3. Runnin Around the World (J. Haymer/B. Aaronson)
4. Over and Over (Robert James Byrd)
5. Rockin’ the Man in the Boat (J. Studer/J. Arnold/M. Brady)
6. Calendar Girl (Neil Sedaka/H. Greenfield)
7. Be My Baby (Ellie Greenwich/J. Berry/Phil Spector) (Co-produziert von B. Wilson)
8. One Good Reason (J. Studer/M. Brady)
9. Teach Me Tonight (S. Cahn/G. DePaul)
10. Paradise Found (Mike Love/Jim Studer)